# Petrela

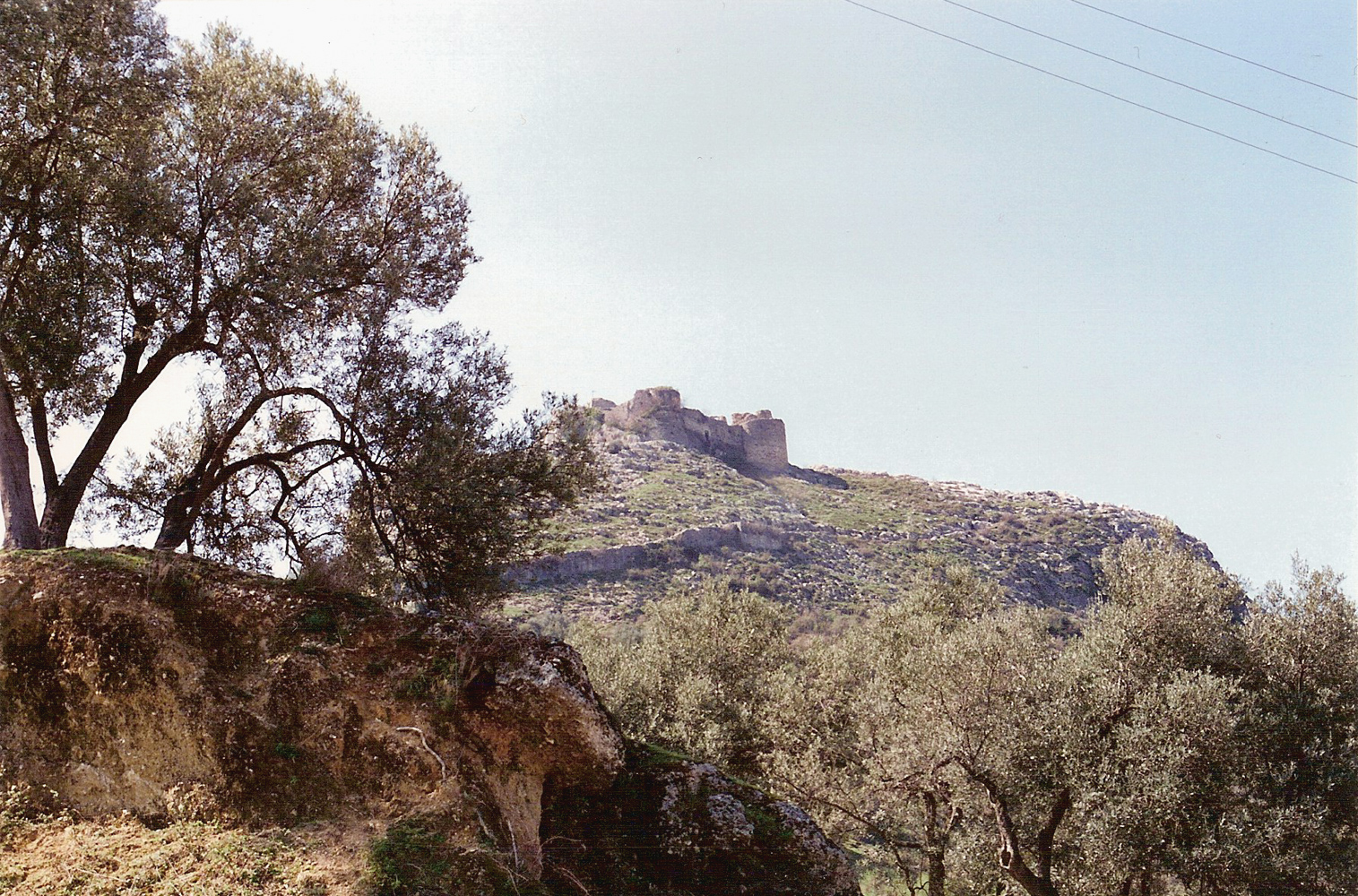
Burg von Petrela (1995)

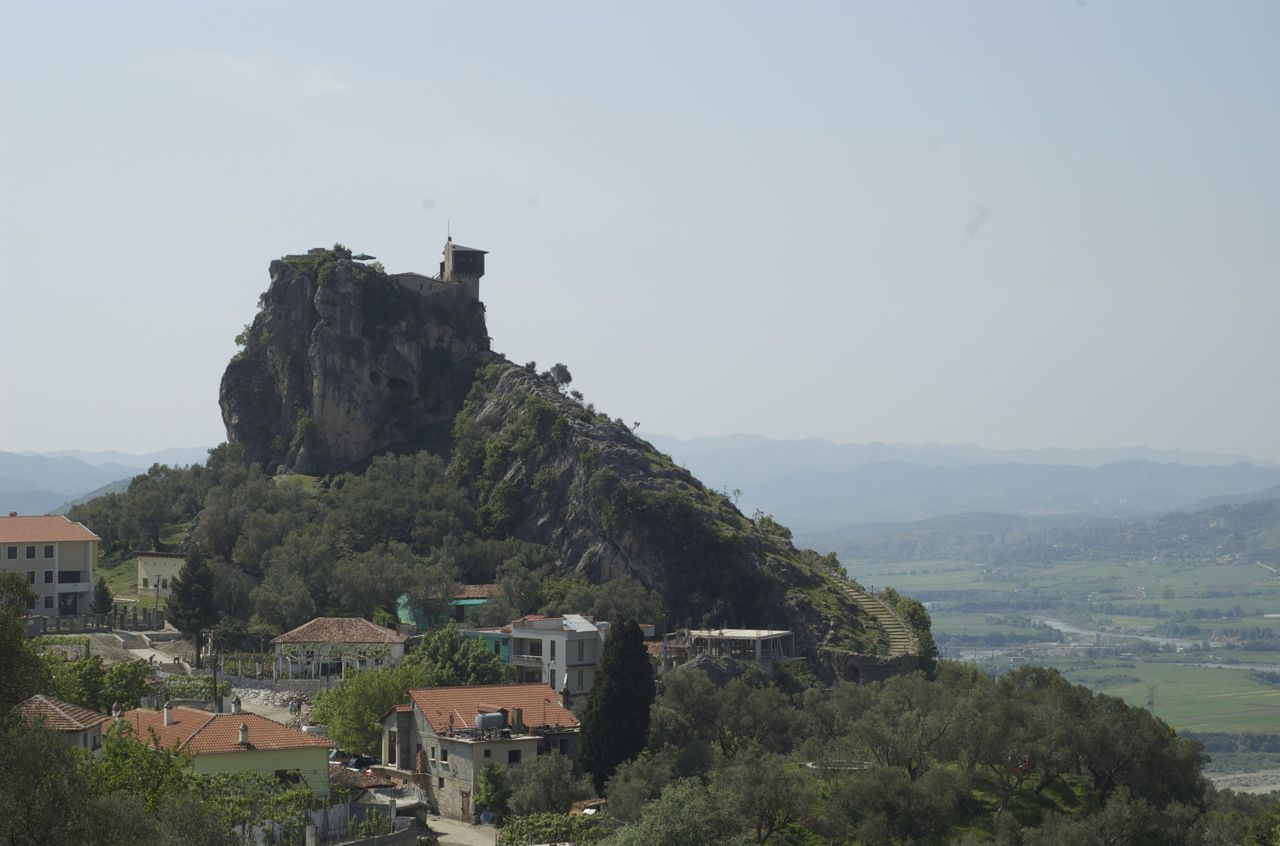
Dorf und Burgberg (2008)

Petrela (albanisch auch Petrelë) ist ein Dorf südlich von Tirana in Albanien. Das Dorf in der Gemeinde Tirana liegt auf einer Hügelkuppe südlich des Flusses Erzen auf rund 500 m ü. A.
Eine kurze Straße verbindet den Ort mit der entlang des Flusses verlaufenden Hauptstraße SH3 von Tirana nach Elbasan. Von der Kreuzung ins Zentrum von Tirana sind es rund 15 Kilometer. Petrela ist ein von Landwirtschaft geprägtes Dorf geblieben. 
Petrela ist es eine Njësia administrative (Verwaltungseinheit) der Bashkia Tirana. Nebst dem Hauptort gehörten noch die Dörfer Picall, Stërmas, Tagan, Shënkolla, Durisht, Dabresh, Qehaja, Shytas, Hekal, Kryezi, Përcëllesh, Gurra e Vogël, Gurra e Madhe, Barbas, Daias, Fikas und Mullet zur Gemeinde, die ein Gebiet von 68 Quadratkilometern umfasst. Mullet liegt unterhalb von Petrela an der Brücke über den Erzen. Aktuell (2014) wird in Mullet an der Autostrada A3 gebaut.
In der Njësia administrative leben 5723 Einwohner. Bis 2015 war Petrela eine eigenständige Gemeinde (komuna), die 2011 5542 Einwohner hatte. Aufgrund der immer weiteren Ausdehnung von der Hauptstadt ins Umland konnte Petrela somit ein kleines Bevölkerungswachstum verzeichnen, obwohl Albanien allgemein und insbesondere viele ländliche Gebiete unter großer Abwanderung leiden. 

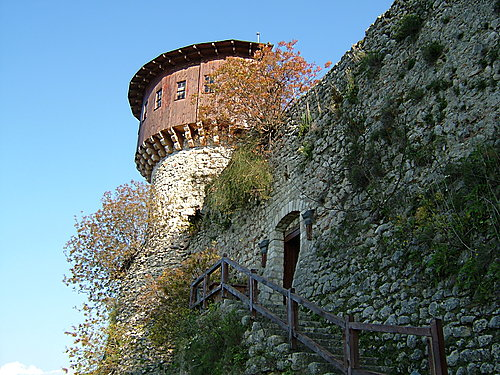
Burgeingang

Bekannt ist Petrela insbesondere wegen seiner Burg, die im 15. Jahrhundert Teil des Verteidigungssystems des albanischen Fürsten Skanderbeg war. Die Burg liegt auf einem spitzen Berg westlich des Dorfes, das ganze Erzen-Tal überblickend. Von hier aus wurden die Verkehrswege zwischen Tirana und Elbasan über den Krraba-Pass kontrolliert. Die ersten Befestigungen stammen wahrscheinlich aus dem 3. Jahrhundert. Im 9. Jahrhundert wurde die Anlage ausgebaut und diente den zahlreichen lokalen Herrschern Mittelalbaniens als Stützpunkt. Später kam noch eine äußere Umfassungsmauer hinzu, die die eher kleine, aber wehrhafte Burg auf der Spitze absicherte. Innerhalb der Burg wurde um das Jahr 2000 ein Restaurant gebaut und dabei auf Ruinen von Türmen neue Gebäude aufgemauert. Durch die Aufbauten wurde die historische Bausubstanz stark verändert. Restaurant und Burg bringen Besucher aus Tirana ins Dorf. Zwischenzeitlich entstanden rund um Petrela weitere Ausflugslokale.
Eine weitere Festung namens Persqop auf einem Berg östlich des Dorfes stammt aus der illyrischen Epoche (3. und 2. Jahrhundert vor Christus). Erhalten ist nur noch ein 30 Meter langes und sechs Meter hohes Fragment der Steinmauer. In der Burg wurde auch ein Grab entdeckt. 
 Beim Dorf Mullet befindet sich die Türbe der Braut.
Der Name Petrela ist vermutlich eine Mischung aus dem altgriechischen petra und dem lateinischen alba und bedeutet Weißer Stein.